# Robur Basket Osimo 2010-2011

## Roster 2010-2011
Andrea Gjinaj (pivot, classe 1986, 205 cm)
- Giovanni Rinaldi (guardia-ala, classe 1984, 192 cm)
- Damiano Verri (ala-pivot, classe 1985, 206 cm)
- William Viale (play-guardia, classe 1980, 193 cm)
- Giacomo Cardellini (guardia, classe 1990, 190 cm)
- Giacomo David  (ala, classe 1990, 192 cm)
- Vincenzo Di Capua (play-guardia, classe 1987, 186 cm)
- Fabio Bastoni (play, classe 1988, 188 cm)
- Enrico Gaeta (pivot, classe 1975, 201 cm)